# STS-108
STS-108 byla mise amerického raketoplánu Endeavour k Mezinárodní vesmírné stanici. Cílem letu byla doprava zásob na stanici a výměna Expedice 3 za novou posádku Expedice 4. Uskutečnil se jeden výstup do otevřeného vesmíru.

## Posádka
- Dominic L. Pudwill Gorie (3) – velitel
- Mark E. Kelly (1) – pilot
- Linda M. Godwinová (4) – specialista mise
- Daniel M. Tani (1) – specialista mise

### Posádka ISSExpedice 4dopravená na ISS
- Jurij I. Onufrijenko (2) – velitel ISS
- Caral E. Walz (4) – letový inženýr ISS
- Daniel W. Bursch (4) – letový inženýr ISS

### Posádka ISSExpedice 3dopravená na Zemi
- Frank L. Culbertson, Jr. (3) – velitel ISS
- Michail Ťurin (1) – letový inženýr ISS
- Vladimir N. Děžurov (2) - velitel Sojuzu na ISS

V závorkách je uvedený dosavadní počet letů do vesmíru včetně této mise.